# جامع الحاجة مقبولة (الأنبار)
جامع الحاجة مقبولة من مساجد العراق الحديثة، ويقع في شارع المستودع، في قضاء الرمادي في محافظة الأنبار، وبني في عام 1424هـ/2003م، على نفقة المتبرع وجيه ضرار حنفيش، وتبلغ مساحتهُ 1092م2، ويحتوي الحرم على مصلى تبلغ مساحته 800م2، ويتسع لأكثر من 800 مصل، وتقام فيه صلاة الجمعة وصلاة العيدين والصلوات الخمس، ومبنى الحرم مستطيل الشكل بطول 20م وعرض 40م، والسقف بارتفاع 5م، ومقابل الحرم توجد ساحة طارمة مسقفة، وتحيطه حديقة جميلة، ومن ملحقات الجامع مكتبة ودار سكن مخصصة للإمام والخطيب.